# 石川ボクシングジム立川
石川ボクシングジム立川（いしかわボクシングジムたちかわ）は、東京都立川市錦町に所在するボクシングジムである。立川プロスポーツ連絡会にも加盟している。

## 概要
1964年、元日本ライト級王者の石川圭一により東京都昭島市に開設。
2005年、初代会長が逝去し、妻である石川久美子が会長職を引きつぐ。それと前後して立川市曙町に移転。2017年より現在地。
初代会長の時代には日本王者を複数輩出。2023年に山木ジムより移籍した菊池真琴がOPBF女子東洋太平洋スーパーバンタム級王座を獲得し、現体制初のタイトル獲得者となった。
主催興行は「GENKOTSU」。2019年よりアリーナ立川立飛またはドーム立川立飛にて年2回程度開催。2020年8月9日の興行は新型コロナウイルス感染拡大による緊急事態宣言後に首都圏で開催された初の有観客興行となった。興行の模様はジム公式YouTubeチャンネルにて生配信を行っている（中継映像は定額制動画配信サービスBOXING RAISEが制作し、同サービスにて録画配信もされる）。

## 主な選手

### 現所属選手
- 大野俊人（OPBF東洋太平洋ライト級ランカー）
- 齋藤眞之助（2019年度全日本ライト級新人王）

### 過去の所属選手
- 岡部進（元OPBF東洋太平洋スーパーフェザー級王者）
- ハリケーン照（元日本バンタム級王者）
- 島袋忠（元日本バンタム級王者）
- 小池英樹（元日本スーパーフライ級王者）
- 雄二・ゴメス（八王子中屋時代に日本フェザー級王座在位）
- リック吉村（元日本ライト級王者。日本王座最多記録の22度防衛）
- 菊池真琴（OPBF女子東洋太平洋バンタム級・スーパーバンタム級王者。2023年に山木より移籍。2024年10月にDANGANへ移籍）